# Клавер, Пётр
Пётр Клавер  (исп. Pedro Claver Corberó; 26 июня 1580, Верду, Испания — 8 сентября 1654, Картахена, Колумбия) — святой Римско-Католической Церкви, миссионер и священник из монашеского ордена иезуитов, покровитель Колумбии, рабов и негров.

## Биография
С 1596 года Пётр Клавер обучался в Барселонском университете. В 1602 году Петр Клавер вступил в монашеский орден иезуитов. 15 апреля 1610 года Пётр Клавер отправился в Южную Америку в город Картахена, который был в то время центром работорговли, для миссионерской деятельности среди африканских рабов. В 1616 году Пётр Клавер был рукоположен в священника и стал заниматься пастырской деятельностью среди негров. В течение 38 лет он проработал в порту Картахены, встречая прибывшие из Африки корабли с африканскими рабами. Используя переводчиков африканских языков, он проповедовал христианство и крестил множество африканцев.
Кроме материальной и духовной помощи прибывшим в Картахену африканцам Пётр Клавер проповедовал среди жителей города, моряков и работорговцев. В своих поездках по плантациям он отказывался от гостеприимства плантаторов, поселяясь среди чернокожих рабов. Деятельность Петра Клавера значительно повлияла на изменение отношений европейцев к рабам, положение которых постепенно менялась в лучшую сторону.
Пётр Клавер умер 8 сентября 1654 года после продолжительной болезни.

## Прославление
24 сентября 1747 года папа Бенедикт XV объявил о героических добродетелях Петра Клавера и начал процесс его беатификации. 21 сентября 1851 года папа Пий XI причислил Петра Клавера к лику блаженных, а 15 января 1888 года папа Львом XII канонизировал Пётра Клавера и объявил его покровителем католических миссий среди африканцев.

## Источник
- P. B. G. Fleuriot, "Saint Pierre Claver, Apôtre des nègres, " revised edition, Paris, 1888
- F. Höver, "Der heiliger Peter Claver, Apostel der Neger und Carthagenas, " Dülmen, 1888
- Angel Valtierra, S.J., "Peter Claver: Saint of the Slaves, " (1954 Spanish) (1960 English trans.) Maryland: The Newman Press
- Arnold Lunn, "A saint in the slave trade; Peter Claver, " 1935